# Гянджа (авиабаза)
Военный аэродром Гянджа (азерб. Gəncə́) (ранее военный аэродром Кировабад) — военный аэродром Военно-воздушных сил СССР.

## История аэродрома
Во время СССР аэродром являлся аэродромом совместного базирования, здесь размещался аэропорт и военный аэродром. После распада СССР военная авиация была передислоцирована на аэродромы России.
До 1940 года на аэродроме базировались полки 64-й авиационной бригады, а с лета 1940 года — 26-й бомбардировочной авиационной дивизии.
В период Великой Отечественной войны аэродром использовался запасными истребительными полками для обучения, переподготовки и переучивания лётного состава строевых частей ВВС РККА, а также для подготовки маршевых полков и отдельных экипажей на различных самолетах. В период с января 1942 года по 1946 года на аэродроме базировался 11-й запасной истребительный авиационный полк 4-й запасной авиационной бригады ВВС Закавказского фронта. Полк переформировал и подготовил для фронта более 23-х строевых полков, переучивая их на новые самолеты ЛаГГ-3, Як-3, Пе-2, СБ, Аэрокобра Р-39, Hawker Hurricane, Supermarine Spitfire, Curtiss P-40, Republic P-47 Thunderbolt, Б-25 Митчелл и А-20 Бостон.
В период с декабря 1945 года по сентябрь 1953 года на аэродроме базировался 761-й истребительный авиационный Полоцкий орденов Суворова и Кутузова полк ПВО из состава 259-й истребительной авиационной Городокской ордена Ленина, Краснознамённой, ордена Суворова дивизии ПВО на самолетах Як-9, Як-3, МиГ-15 и МиГ-17.
На аэродроме в период с декабря 1945 года по 1963 год располагался штаб и управление 259-й истребительной авиационной Городокской ордена Ленина, Краснознамённой, ордена Суворова дивизии ПВО.
С июля 1953 года на аэродроме базировался 34-й бомбардировочный авиационный Ташкентский Краснознамённый ордена Кутузова полк, выведенный из Германии на самолетах Ил-28 (до 1960 г.). Полк входил в состав 268-й бомбардировочной авиационной Гомельской ордена Кутузова дивизии, также выведенный из Германии в состав 34-й воздушной армии. В 1960 году дивизия была расформирована, а полк переименован в 34-й учебный авиационный полк и перевооружен на самолеты МиГ-17. Полк вошел в непосредственное подчинение штабу 34-й воздушной армии. В 1978 году полк переименован в 34-й авиационный полк истребителей-бомбардировщиков и перевооружен на самолеты Су-17. В августе 1984 года полк вошел в состав вновь сформированной 36-й авиационной дивизии истребителей-бомбардировщиков (Большие Шираки, Грузинская ССР). В 1986 году полк получил самолеты Су-24, а в 1987 году переименован обратно в 34-й бомбардировочный авиационный полк, а в 1988 году дивизия переименована в 36-ю бомбардировочную авиационную дивизию.
В настоящее время аэродром для военных целей не используется и с 1996 года функционирует как международный аэропорт.
Во время Второй Карабахской войны Министерство обороны Азербайджана 4 октября 2020 заявило, что армянские вооруженные силы обстреливают Гянджу. В 10 утра советник президента непризнанной Нагорно-Карабахской республики, Ваграм Погосян заявил, что уничтожен военный аэродром ВС Азербайджана в Гяндже. Помощник президента Азербайджана Хикмет Гаджиев заявил, что Армения нанесла массированные ракетные удары по густонаселённым жилым районам Гянджи. Минобороны РА заявило, что с территории Армении какой-либо огонь в направлении Азербайджана не ведется. Министерство обороны Азербайджана опровергло информацию армянской стороны об обстреле и уничтожении военных объектов в Гяндже, добавив, что «в результате огня противника пострадали мирные жители, гражданская инфраструктура и древние исторические постройки».
Позднее корреспондент «Дождя» Василий Полонский с места событий сообщил, что аэропорт в Гяндже, об уничтожении которого утром заявляли власти НКР, не пострадал при обстрелах. По словам журналиста, не пострадало ни здание аэропорта, ни взлетные полосы. Там стоят гражданские самолеты, а сам аэропорт с марта не работает из-за эпидемии коронавируса. Директор аэропорта Бэйлер Наджафов сообщил, что находился в аэропорту с 7 утра и слышал взрывы в городе. Однако, по его словам, территорию аэропорта не обстреливали.

## Происшествия
- 1985 г. авария самолёта Су-17. Самолёт упал в жилой сектор города Кировабада. Причина катастрофы — неопытность летчика, превышение допустимого времени полета на форсаже и как следствие нехватка топлива. Пилот катапультировался, но сломал ноги при приземлении.
- 18 марта 1989 г. катастрофа самолёта Су-24М. Командир экипажа капитан Савин С. и штурман подполковник Малашкин. Экипаж выполнял полёт ночью по маршруту на полигон с МВК (с огибанием рельефа). Самолёт столкнулся с горой, экипаж погиб. Причина: ошибка в считывании высоты по высотомеру.
- 12 октября 1989 года ночью на аэродроме произошла катастрофа в результате столкновения самолётов Су-24 и Ан-12. Общее число жертв катастрофы составило 7 человек[10].